# Duh u močvari
Duh u močvari je roman Ante Gardaša čija se radnja odvija u Kopačevu i Kopačkom ritu.
Roman je prvi put objavljen 1989. godine. U njemu se autor predstavlja kao dobar poznavatelj i veliki ljubitelj prirode. Gardaš svoje junake Mirona i Melitu, poznate iz trilogije "Ljubičasti planet", "Bakreni Petar" i "Izum profesora Leopolda", dovodi u Kopački rit usred zime. Otkriva golemo bogatstvo raznolikosti oblika, detalja i odnosa koji vladaju u tom prirodnom parku. Obogaćuje roman prirodoslovnim činjenicama upoznajući čitatelje s raznolikim pticama koje se tu gnijezde i zadržavaju, kao i s ostalim životinjama kojima je tu obitavalište.
Junaci pomažu lovcima prehranjivati životinje u oštroj zimi, a svojim dječjim nemirom i radoznalošću oni pokreću radnju. Fabula ima formulu kriminalističkog romana građenog po detekcijskoj metodi. Odrasli ne uspijevaju otkriti počinitelje bezakonja, ali djeca otkrivaju zlikovce, pribavljaju dokaze i razrješavaju misterij o duhovima.
U ovoj uzbudljivoj krimi-priči čitatelj otkriva ljepote rita, njegova jezera, bare, otoke, puteljke, biljni i životinjski svijet i ne može ne osjetiti njegovu posebnost. Tako uz krimi-priču s elementima pustolovnog romana imamo i priču o izazovnom odnosu čovjeka i prirode i opasnosti kada je prirodni poredak stvari ugrožen, što postaje velika kušnja za civilizacijski opstanak. Ovaj roman poziv je na čuvanje prirodnih ljepota i njenih stanovnika.
Fabula je dinamična, napeta, puna neizvjesnosti i iščekivanja. Gardaš je majstor u vođenju radnje, stvaranju zapleta i neočekivanih obrata te u spretnom rasplitanju. Glavne junake krase osobine upornosti, hrabrosti, prijateljstva i spremnosti za pomoć.
Pripovjednu strukturu romana karakterizira jednostavan, razgovijetan jezik s obiljem životnih dijaloga. Likovi su i razgovorno izdiferencirani: dječaci mnogo upotrebljavaju žargonske izraze, Melita voli umanjenice, a gospodin Jozsef Varga, Mađar podrijetlom, govori brkajući rodove i padeže.

Pored Mirona i Melite važniji junaci romana su još: Eukaliptus ili Liptus (pravo ime Varga Zoltán); Vučević, predsjednik Lovačkog društva; Bakalar ili Baki, mršavi dječak; Slanina, debeli dječak; Aranka, djevojčica; Lévay, krivolovac.
Prvo izdanje ovog romana objavila je zagrebačka "Mladost" u Biblioteci Vjeverica i s ilustracijama Vladimira Džanka (naklada 5.000 primjeraka). Drugo izdanje (identično prvome) uslijedilo je 1990. godine. Treće izdanje objavilo je zagrebačko "Znanje" u Biblioteci Stribor 1994. s ilustracijama Duška Gačića. To izdanje ponovljeno je 2000. godine. Peto izdanje objavila je zagrebačka "Alfa" 2002. s ilustracijama Svebora Vidmara u biblioteci Knjiga za mladež (naklada 3000 primjeraka).       
Prema romanu 2006. godine je snimljen i Duh u močvari (film), čiji redatelj je Branko Ištvančić.
Izvori:
- prof. dr. Dubravka Težak: "Uzbudljiva krimi-priča u okružju prirodne ljepote", u: Anto Gardaš: "Duh u močvari", Zagreb, 2000., str. 169-170
- Elektronski katalog Nacionalne i sveučilišne knjižnice